# Ctenitis rapensis
Ctenitis rapensis är en träjonväxtart som först beskrevs av Elizabeth Dorothy Wuist Brown, och fick sitt nu gällande namn av Holtt. Ctenitis rapensis ingår i släktet Ctenitis och familjen Dryopteridaceae. Inga underarter finns listade.